# I really love you
I really love you is een close harmony-single van The Stereos uit 1961. Het werd een aantal jaren eerder geschreven door Leroy Swearingen die van 1957 tot 1959 als tenor deel uitmaakte van deze doowop-groep.
Het werd de grootste hit van de groep en kwam op nummer 15 van de U.S. Black Singles (R&B) terecht en op nummer 29 van de Billboard Hot 100.
Ex-Beatle George Harrison zette het nummer in 1982 op zijn elpee Gone troppo en bracht het een jaar later uit op een single. Deze single bereikte de hitlijsten echter niet.
Verder verscheen het nummer in 2000 nog op het album Strike 3! van de doowop-groep The Alley Cats.